# Jizbice (Náchod)
Jizbice (německy Jisbitz) je vesnice v okrese Náchod, dnes je součástí města Náchod v Královéhradeckém kraji, od něhož je vzdálena tři kilometry jihovýchodním směrem.

## Historie

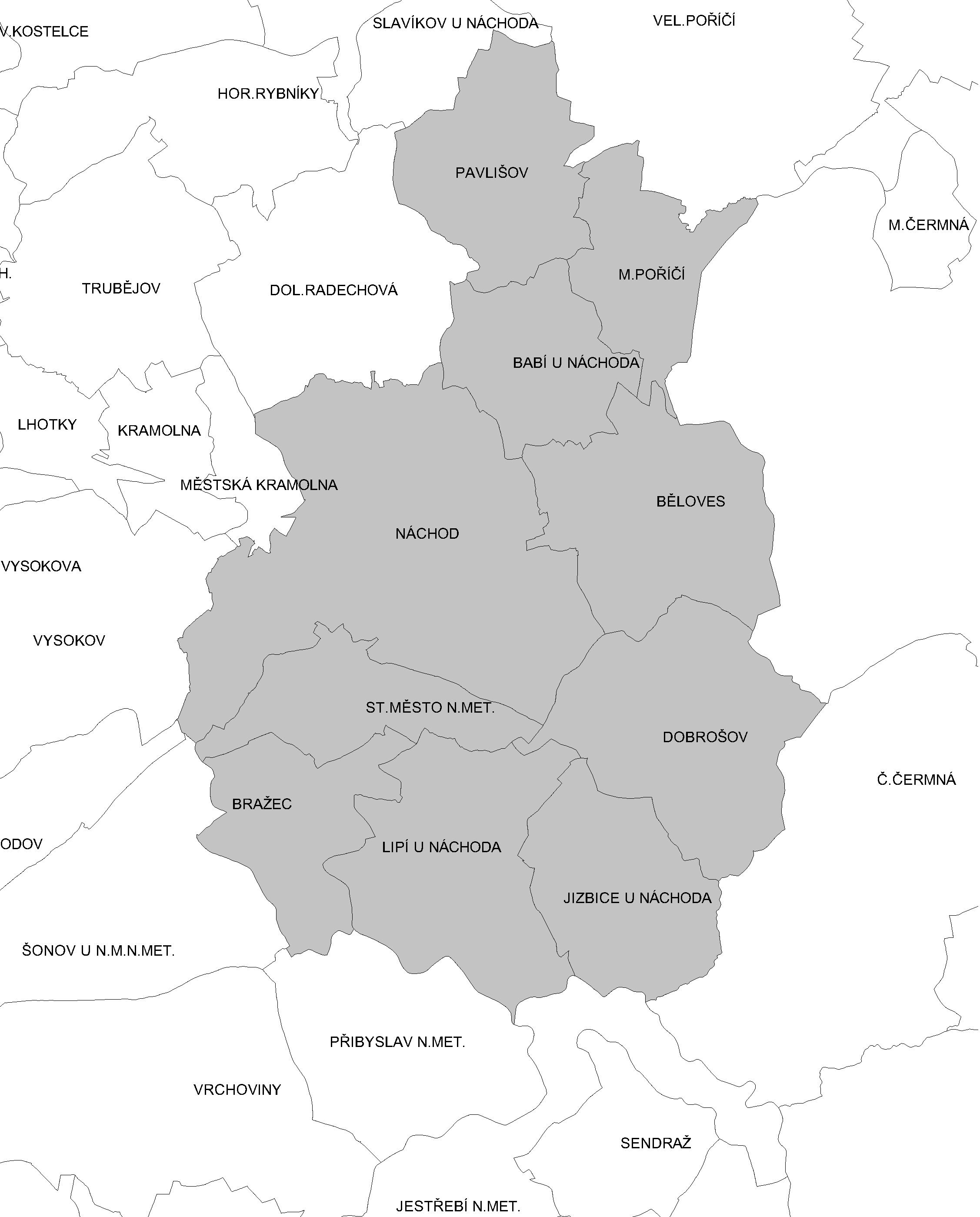
Katastrální území Náchoda

První písemná zmínka o vesnici je ze 14. ledna 1415 a nachází se ve smlouvě o koupi náchodského panství s okolními vesnicemi Bočkem z Kunštátu a Poděbrad.
Jméno jizbice vzniklo z podoby Jistbice, Isbice (jistba = světnice) možná tak, že obcí procházeli cizinci do sousedního státu a zde se ubytovávali. K obci se také váže místní pověst o pasáčkovi, který si tu jako první postavil svůj příbytek.
Od roku 1848 byla Jizbice samostatnou obcí s vlastním obecním úřadem, a to po dobu 137 let – do roku 1985, kdy došlo v rámci integrace ke sloučení s městem Náchod. Ke slučování docházelo i v předchozích letech. V roce 1960 byla obec spojena s obcemi Lipí a Dobrošov (místní národní výbor Dobrošov se sídlem v Jizbici), o devět let později se však obce zase osamostatnily. Ale nebylo tomu nadlouho, neboť komunistický režim donutil obce opět k integraci. Prvním historický doloženým starostou obce byl František Kulhánek z čp. 51. Tato informace pochází z roku 1873. Posledním úřadujícím starostou byl Josef Čepelka st. z čp. 64 v roce 1986. V letech 1850–1855 a 1868–1899 spadala obec pod kompetenci okresního úřadu v Novém Městě nad Metují, v obdobích 1855–1868 a 1899–1986 pod kompetenci okresního úřadu v Náchodě.
Výměra katastru obce Jizbice byla provedena v roce 1840. Do dnešní doby nedošlo k žádné změně, takže obec má i v současnosti stejnou územní podobu jako tehdy, kdy se provádělo jeho vytyčování. Rozloha obce dosahuje 270 ha. K největším změnám majetkových poměrů došlo v roce 1868.
Obec měla obecní pečeť, jak uvádí obecní inventář z roku 1867. Zatím se však nepodařilo zjistit, jak vypadala. Záznamy o její existenci končí v průběhu první světové války. Nedochovala se ani žádná listina s jejím otiskem.
Největšího rozkvětu dosáhla obec po válce v roce 1866. Na přelomu let 1894–1895 byla v obci velmi tuhá zima, podobné nebylo pamatováno. Sněhu bylo velké množství a závěje dosahovaly do výšky pěti metrů. Další taková zima byla v roce 1941, tehdy se muselo projíždět sněhovým tunelem. Až do první světové války se zdejší obyvatelé živili převážně tkalcovstvím, později řada občanů nastoupila do továren v Náchodě.

### První světová válka
Dopad první světové války na občany Jizbice byl poměrně značný, jelikož z obce narukovala většina mužů. Ženy byly odkázány samy na sebe a na staré muže. Válka si bohužel i zde vybrala svou daň v podobě lidských životů, z Jizbice zahynuli Antonín Zelený, František Škoda, Josef Prokop, Václav Mrština a sourozenci Václav a Josef Hrudíkovi. I ti, co se vrátili, neměli vyhráno, jejich zdraví bylo často podlomeno, a tak během krátké doby mnozí zemřeli.

## Přírodní poměry
Vesnice se nachází v nadmořské výšce 550 metrů. Do katastrálního území jižně od vesnice zasahuje část přírodní rezervace Peklo u Nového Města nad Metují.

## Hospodářství
Dne 17. září 1952 bylo v Jizbici založeno jednotné zemědělské družstvo – JZD Jizbice. V roce 1961 (21. ledna) došlo k jeho reorganizaci a JZD dostalo i nový název – JZD pod Jiráskovou chatou. V letech 1973–1977 přešlo JZD pod správu Státních statků Česká Skalice. Poté hospodaření od 1. ledna 1977 převzalo JZD v Mezilesí a tak to zůstalo až do roku 1991, kdy se rozdělilo na soukromé subjekty. V Jizbici vznikla společnost AGRO Jizbice.

## Doprava
V roce 1913 se započalo s výstavbou okresní silnice z Náchoda na Nový Hrádek. Stavba se poněkud protáhla, v období první světové války totiž došlo k zastavení stavby a pokračovalo se v ní až po válce, byla dokončena až v roce 1929. Asfaltový povrch dostala teprve v 50. letech. Prvotní projekt na stavbu silnice nechal vypracovat na své náklady princ Vilém Schaumburg-Lippe. Silnice měla vést od městského pivovaru v Náchodě vzhůru pod Rozkoš, okolo Jizbice k Dobrošovu a dále po staré silnici k Borové. Obce Jizbice a Lipí měly na ni být připojeny odbočkami. Tento projekt byl pouze nouzový, vzhledem k chudobě obcí musel být schválen zemským výborem. Zemský výbor v roce 1906 na Jizbici a do okolních obcí poslal inženýra Maizla, který dostal za úkol vypracovat projekt nový, a to plán silnice přes obce Lipí a Jizbici k Novému Hrádku. Trasa měla mít co nejmenší stoupání a měla zahrnovat většinu obcí. Tímto krokem nejvíce získala obec Lipí, jelikož se přípravných prací nezúčastnila. Rozpočet na tuto silnici předpokládal výdaje ve výši 254 000 Kč, vlivem průtahů se ale silnice značně prodražila.

## Škola
Velice zajímavé události a osobnosti jsou spojeny s místní školou. Již od roku 1792 se jizbické děti chodily vzdělávat na Dobrošov, kam také docházely děti z České Čermné, Lipí a Dobrošova. Ve škole se učilo až 71 chlapců a 75 děvčat, celkem 146 dětí. Od roku 1815 se Jizbičtí začali vzdělávat ve své vlastní škole. Není mi známo, kde se vzdělávaly děti z okolních obcí, ale je pravděpodobné, že z Lipí docházely na Jizbici. Výuka probíhala v chalupě čp. 24, a to až do roku 1821 (1819), kdy se obyvatelé Jizbice a Lipí rozhodli, že si postaví školu, a to na Jizbici. Jedná se o dnešní čp. 36 (hospoda), budova byla asi poloviční a částečně dřevěná. V roce 1861 se do této školy přistěhoval učitel. Měl zde jednu světničku pro sebe. Stav školy později přestal vyhovovat, proto došlo v roce 1872 k její přestavbě. Byla už postavena celá z kamene. Dnešní stav budovy se oproti roku 1872 příliš nezměnil. Ale škola stále nevyhovovala, a tak bylo obecním zastupitelstvem rozhodnuto postavit novou budovu. K tomu došlo až v období 1885–1886. Škola byla postavena na místě chalupy Josefa Škody čp. 14. Prvním učitelem v nové škole byl dosavadní učitel Josef Caska. Mezi další významné zdejší učitele patří Josef Smetana, Hynek Hlásný, V. V. Zylvar a Václav Černý st. Za učitelování Josefa Smetany navštívil jizbickou školu v sobotu 15. června 1901 odpoledne Tomáš Garrigue Masaryk. Byl totiž s Josefem Smetanou i s Václavem Černým st. v přátelských vztazích. Školu a obec navštívil ještě jednou v roce 1904 i se svou rodinou.
Další zajímavou osobností spojenou s jizbickou školou je univerzitní profesor Václav Černý. V roce 1905 (26. března) se jizbickému řídícímu učiteli narodil druhorozený syn Václav. Je to jediný významný jizbický rodák. Jak už zde bývalo zvykem, každý učitel byl u hasičů, a tak i Václav Černý st. byl hasičem.
V roce 1976 se jizbická škola kvůli nedostatku dětí definitivně uzavřela. Posledním vyučujícím byla paní učitelka Iva Neťuková. Poté byla budova školy dána do užívání TJ Sokol Jizbice, později byl objekt odkoupen jednotným zemědělských družstvem a následně využíván jako součást přidružené výroby, a to až do roku 1990. V roce 1991 byl objekt předán v restituci panu Kulhánkovi.

## Kaple
V roce 1898 byla vystavěna z milodarů nová kaple Panny Marie Lurdské. Základní kámen byl položen dne 25. června 1898. Dne 30. června roku 1899 došlo k jejímu vysvěcení Janem Evangelistou Němečkem. K hlavním donátorům patřili císař František Josef I., obecní zastupitelstvo Jizbice a Sbor dobrovolných hasičů Jizbice.

## Spolky
Prvním spolkem byl v roce 1881 založený Krejcarový spolek pro podporu chudé školní mládeže, následovaly další spolky: Sbor dobrovolných hasičů Jizbice, Tělovýchovná jednota Sokol, Orel, Odbor divadelního spolku při hasičích Jizbice, Spolek divadelních ochotníků Jirásek, Místní domovina domkařů a malorolníků v Jizbici a okolí, Družstvo pro rozvod elektrické energie v Jizbici, kampelička, Konzumní společenství. Nejdelší činnost a největší zásluhy o obec mají nesporně TJ Sokol Jizbice a jizbičtí hasiči.

## Galerie

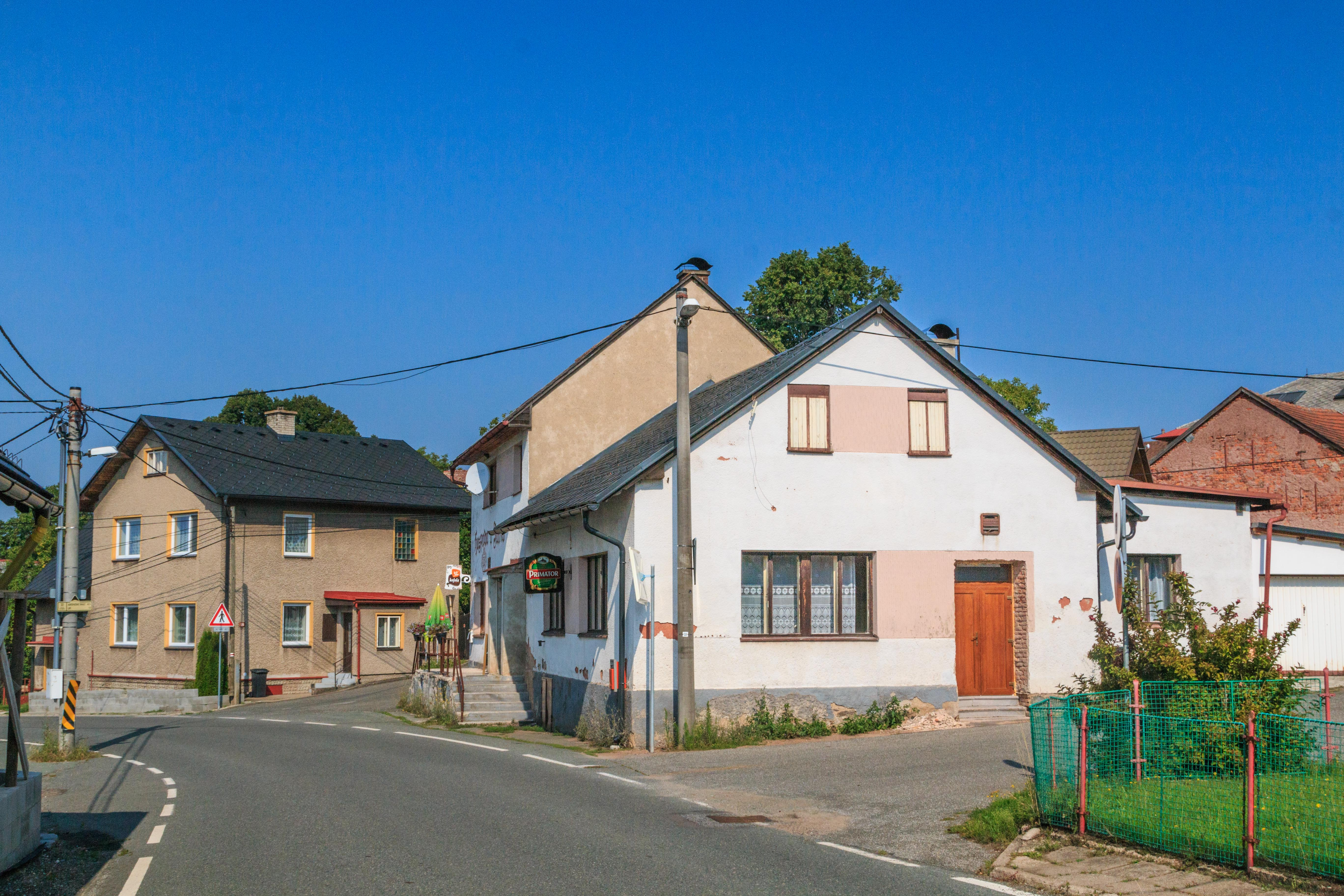
Hostinec
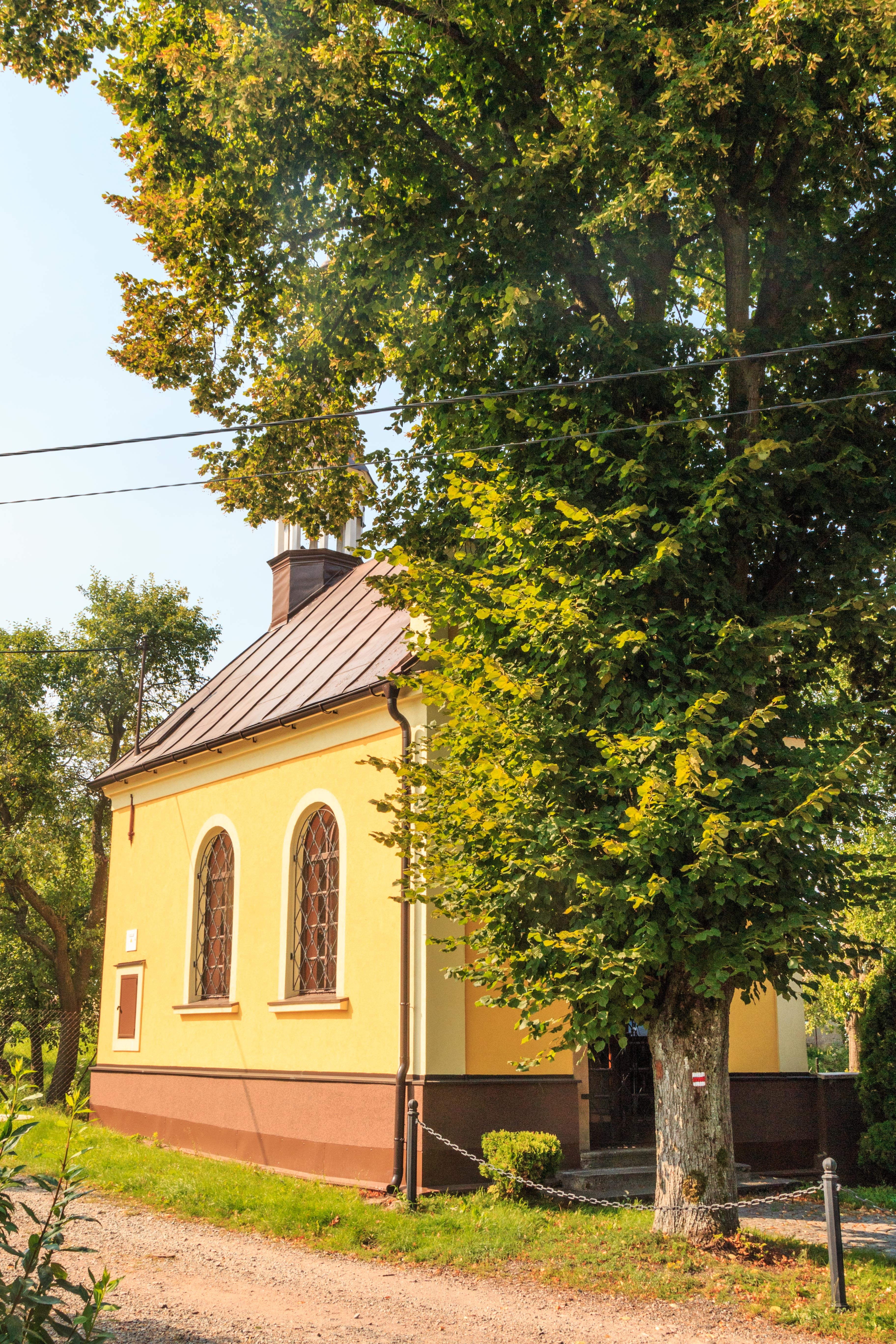
Kaple
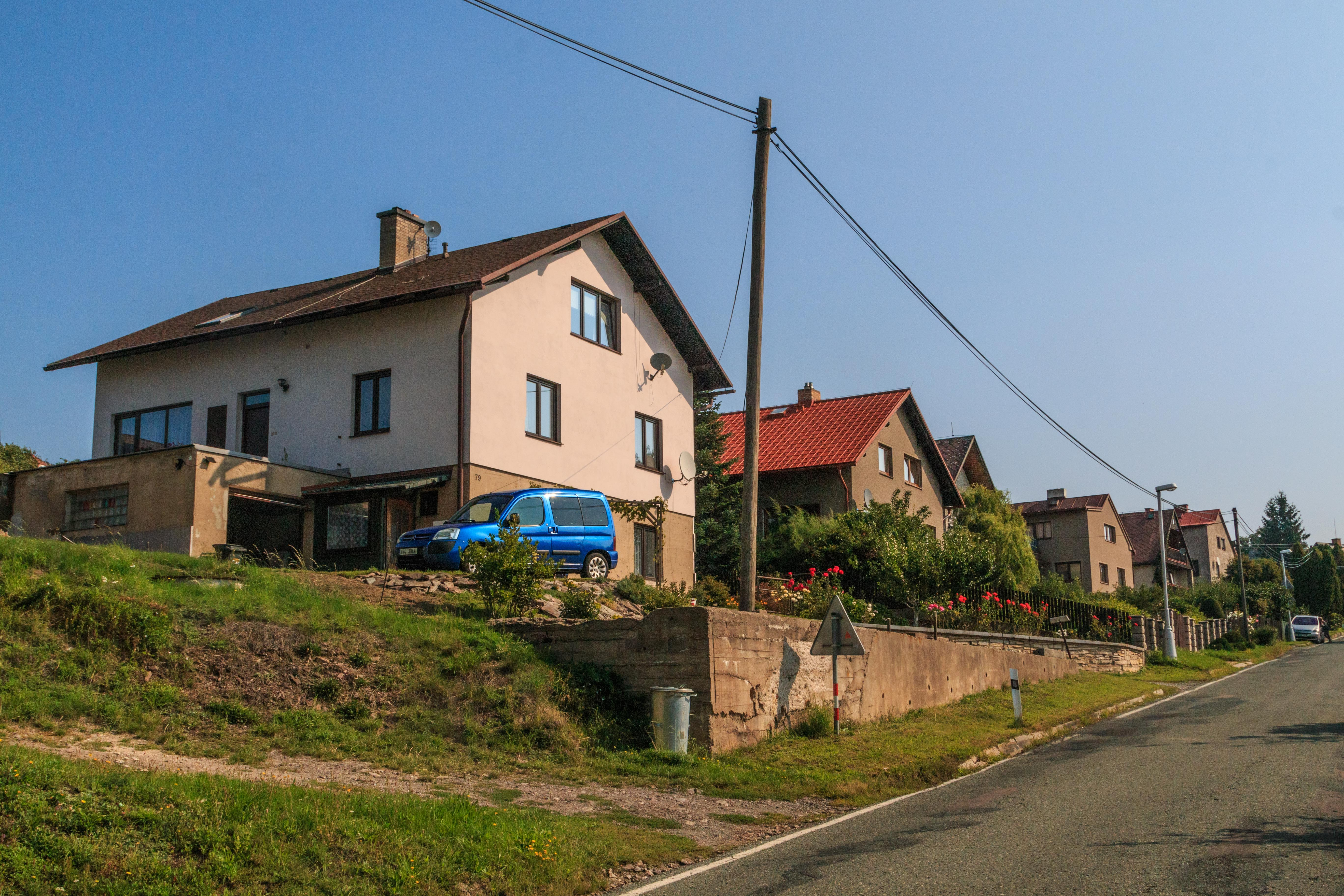
Dům čp. 79
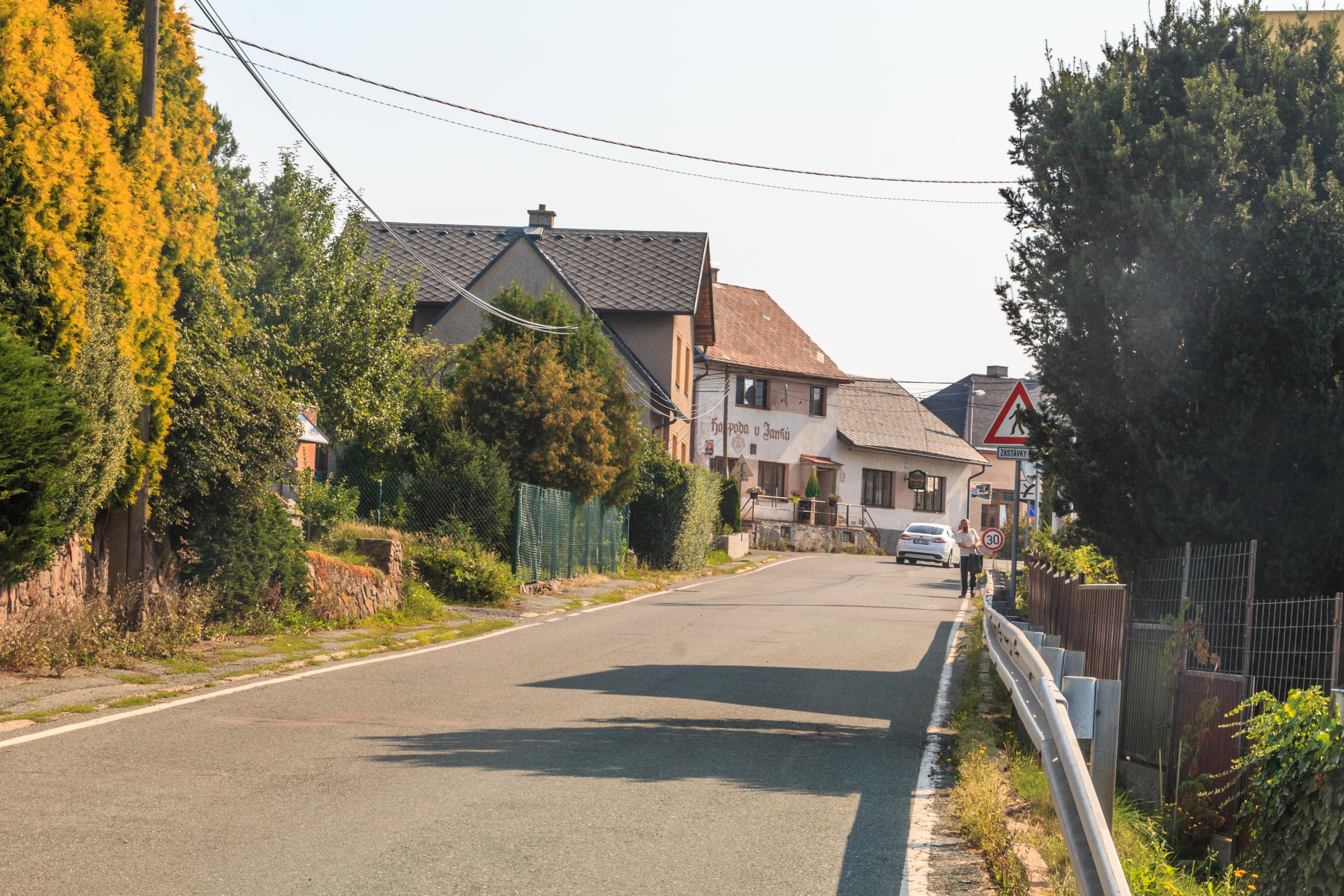
Hospoda